# Dowództwo Żandarmerii Ministerstwa Spraw Wojskowych
Dowództwo Żandarmerii Ministerstwa Spraw Wojskowych (Dtwo Żand. MSWojsk.) – organ centralny żandarmerii podporządkowany Ministrowi Spraw Wojskowych przez II wiceministra.

## Historia dowództwa
1 czerwca 1927 roku Minister Spraw Wojskowych, marszałek Polski Józef Piłsudski ustanowił, w miejsce dotychczasowego Wydziału Żandarmerii w Departamencie Piechoty, Dowództwo Żandarmerii.
Dowódca żandarmerii był fachowym organem Ministra Spraw Wojskowych (II wiceministra) w zakresie żandarmerii, do którego należało ogólne kierownictwo służbą żandarmerii. Stanowisko dowódcy żandarmerii zostało zaszeregowane do stopnia generała oraz kategorii V dodatków służbowych.
Organem pracy dowódcy żandarmerii były referaty (organizacyjno-mobilizacyjny, personalny i śledczy) oraz kancelaria. W stosunku do podległych żołnierzy dowódca żandarmerii posiadał uprawnienia dyscyplinarne dowódcy brygady.
Zakres działania dowódcy żandarmerii obejmował:
- opracowywanie wniosków w sprawach organizacji pokojowej i wojennej, mobilizacji i wyszkolenia żandarmerii,
- administrację personelem żandarmerii,
- kierownictwo i nadzór fachowy nad działalnością żandarmerii i jej sprawnym funkcjonowaniem (pełnienie funkcji organu inspekcyjnego żandarmerii),
- wydawanie we własnym imieniu rozkazów do dowódców dywizjonów w zakresie jednolitego technicznego kierownictwa służby fachowej żandarmerii i kontroli czynności fachowo-służbowych, w którym to zakresie dowódca żandarmerii posiadał uprawnienia dyscyplinarne dowódcy brygady,
- przedstawianie Ministrowi Spraw Wojskowych (II wiceministrowi) projektów rozkazów w sprawach śledczych i pościgowych, które wcześniej nie były nakazane przez dowódców terytorialnych[1].

## Skład osobowy
Skład osobowy Dowództwa Żandarmerii w czerwcu 1927 roku liczył jednego generała, sześciu oficerów, trzech podoficerów zawodowych i nadterminowych oraz siedmiu szeregowych niezawodowych (ordynansi osobiści) i czterech urzędników cywilnych, w tym dwie maszynistki. Funkcję zastępcy dowódcy żandarmerii sprawował najstarszy z kierowników referatów wyznaczony przez dowódcę żandarmerii. Oficerowi wykonującemu obowiązki zastępcy dowódcy żandarmerii przysługiwał dodatek służbowy kategorii VIB. Stanowiska kierowników referatów zostały zaszeregowane do kategorii VIIA dodatków służbowych, natomiast stanowiska referentów do kategorii VIIA.
- dowódca żandarmerii (generał)
- Referat Organizacyjno-Mobilizacyjny
  - kierownik referatu (oficer sztabowy broni)
  - referent (oficer sztabowy broni)
- Referat Personalny 
  - kierownik referatu (oficer sztabowy broni)
  - referent (oficer młodszy broni)
- Referat Śledczy
  - kierownik referatu (oficer sztabowy broni)
  - referent (oficer młodszy broni)
- Kancelaria
  - kierownik kancelarii (podoficer zaw./ndt)
  - personel pomocniczy (2 podoficerów zaw./ndt, 4 urzędników cywilnych)

## Obsada personalna
W czerwcu 1927 roku służbę w Dowództwie Żandarmerii pełniło sześciu oficerów:
- płk żand. Julian Sas-Kulczycki - dowódca żandarmerii
- mjr żand. Tadeusz Jan Podgórski
- kpt. żand. Piotr Guziorski (do 1 VII 1929 → wykładowca w Dywizjonie Szkolnym Żandarmerii)
- kpt. żand. dr Stanisław Galos
- kpt. żand. Szymon Józef Mayblum
- por. żand. Jan Strusiński

Obsada w marcu 1939 roku:
- dowódca żandarmerii – płk żand. Felicjan Plato Bałaban
- I zastępca dowódcy – ppłk żand. dr Stanisław Galos
- II zastępca dowódcy – mjr żand. Michał Bogumił Keczer-Palvagas-Fischer
- adiutant – kpt. żand. Wiktor Kiełkowski
- szef Wydziału Śledczego – mjr żand. Stanisław Piernikarski
- szef Wydziału Szkolenia – mjr mgr Franciszek Maksymilian Bieńkowski
- szef Wydziału Mobilizacyjnego i Personalnego – kpt. Gustaw Alojzy Zimmer
- oficer do spraw ochrony obiektów specjalnych – kpt. żand. Romuald Szczęsny